# یوسوکه کاواکیتا
یوسوکه کاواکیتا (انگلیسی: Yusuke Kawakita؛ زادهٔ ۱۳ مهٔ ۱۹۷۸) بازیکن فوتبال اهل ژاپن است.